# Бруннер, Иоганн Конрад
Иоганн Конрад Бруннер (нем. Johann Konrad Brunner; 16 января 1653, Диссенхофен, Швейцария — 2 октября 1727, Мангейм, Германия) — швейцарский анатом и физиолог. Изучал медицину в Шаффхаузене, Страсбурге, Париже, Лондоне и Амстердаме. Начиная с 1686 года работал профессором анатомии и физиологии в Гейдельбергском университете.

## Бруннеровы железы
Известен благодаря открытым им в 1686 году и названным его именем бруннеровым железам, располагающимся в подслизистом слое верхней части двенадцатиперстной кишки.

## Источник
- Большая медицинская энциклопедия. Бруннер. Том 4, с. 66.